# Creuse Confluence
Creuse Confluence est une communauté de communes française située dans le département de la Creuse en région Nouvelle-Aquitaine.

## Historique
La communauté de communes est créée au 1er janvier 2017 par arrêté du 2 novembre 2016. Elle est formée par la fusion des communautés de communes du Pays de Boussac, du Carrefour des Quatre Provinces et d'Évaux-les-Bains Chambon-sur-Voueize.
Elle a pris le nom de « Creuse Confluence » après délibération du conseil communautaire de juillet 2017.
Le 1er janvier 2025, les communes de Blaudeix et de Parsac-Rimondeix fusionnent pour constituer la commune nouvelle de Parsac.

## Territoire communautaire

### Géographie physique
Située au nord-est  du département de la Creuse, l'intercommunalité Creuse Confluence regroupe 41 communes et présente une superficie de 985,3 km2.

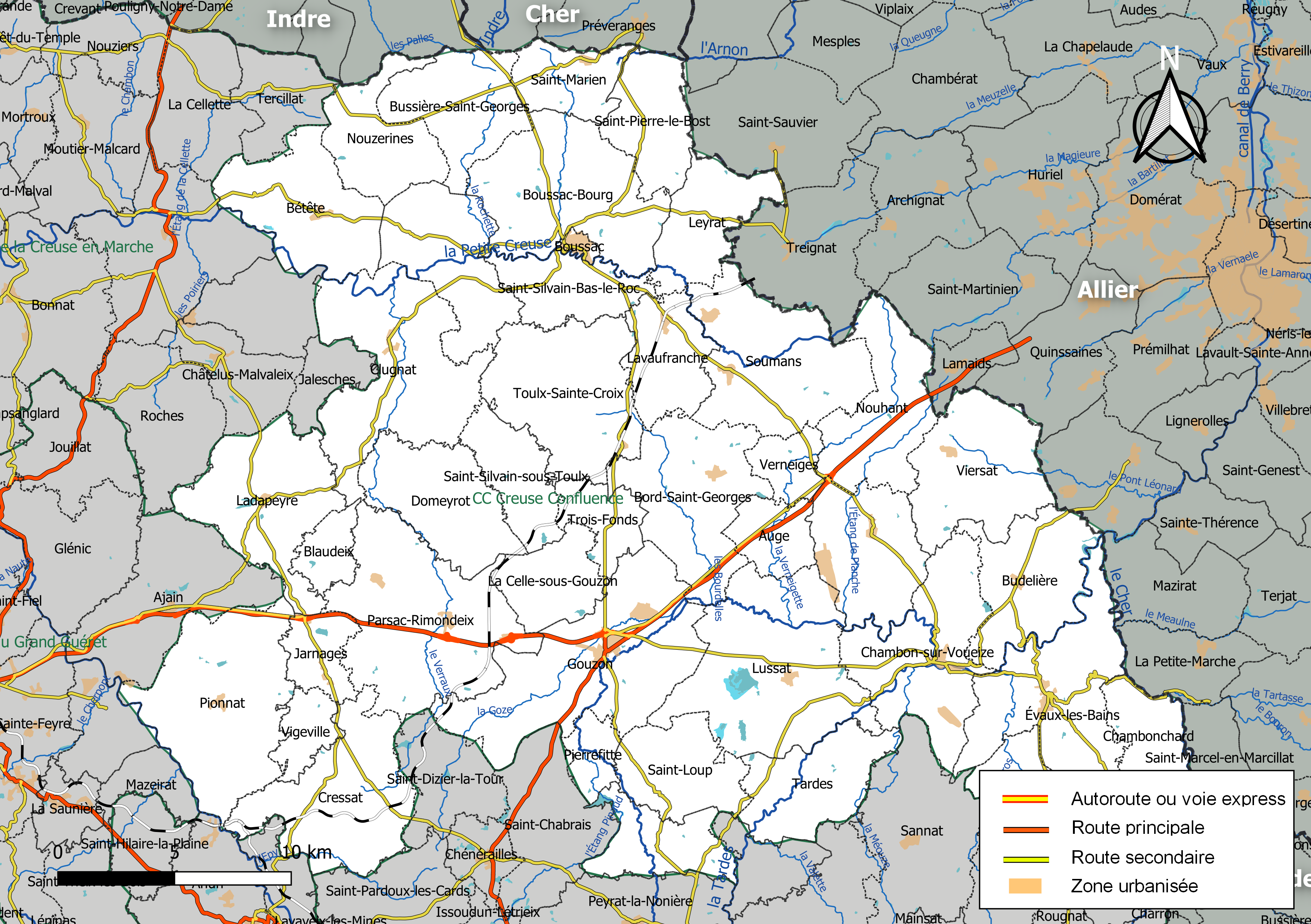
Carte de l'intercommunalité Creuse Confluence au 1er janvier 2019.

### Composition

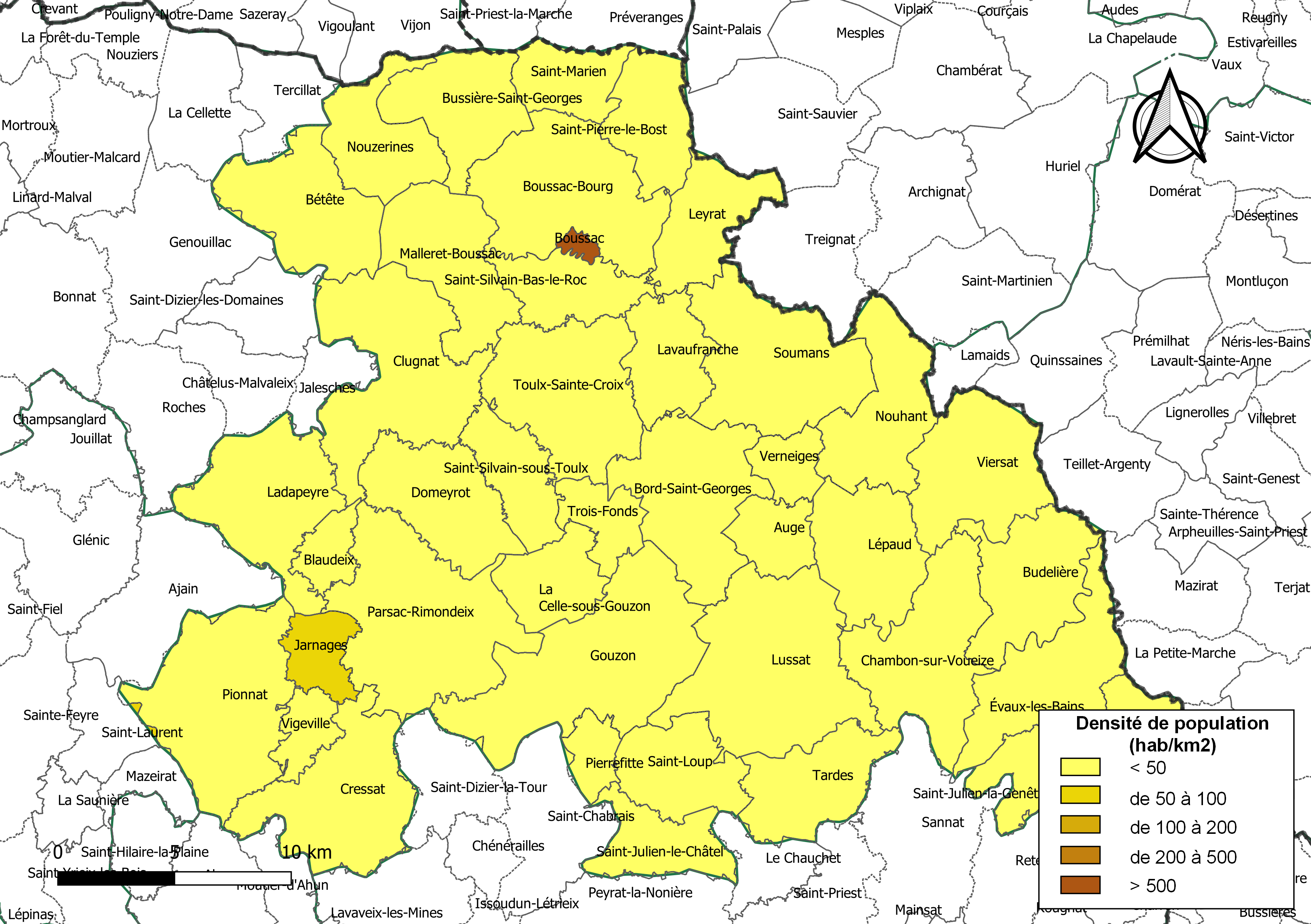
Carte des densités de population (millésimée 2016) des communes de l'intercommunalité Creuse Confluence. Composition en communes au 1er janvier 2019.

La communauté de communes est composée des 41 communes suivantes :

| Nom                      | Code Insee | Gentilé        | Superficie (km2) | Population (dernière pop. légale) | Densité (hab./km2) |
| ------------------------ | ---------- | -------------- | ---------------- | --------------------------------- | ------------------ |
| Boussac-Bourg (siège)    | 23032      | Boussaquins    | 38,69            | 687 (2022)                        | 18                 |
| Auge                     | 23009      | Augeois        | 9,97             | 92 (2022)                         | 9,2                |
| Bétête                   | 23022      | Bétêtois       | 28,24            | 386 (2022)                        | 14                 |
| Bord-Saint-Georges       | 23026      |                | 32,5             | 371 (2022)                        | 11                 |
| Boussac                  | 23031      | Boussacois     | 1,48             | 1 239 (2022)                      | 837                |
| Budelière                | 23035      | Budeliérois    | 25,07            | 713 (2022)                        | 28                 |
| Bussière-Saint-Georges   | 23038      | Bussiérois     | 22,45            | 259 (2022)                        | 12                 |
| La Celle-sous-Gouzon     | 23040      |                | 14,07            | 159 (2022)                        | 11                 |
| Chambon-sur-Voueize      | 23045      | Chambonnais    | 33,58            | 827 (2022)                        | 25                 |
| Chambonchard             | 23046      | Chambonchérois | 12,86            | 79 (2022)                         | 6,1                |
| Clugnat                  | 23064      | Clugnatois     | 42,42            | 653 (2022)                        | 15                 |
| Cressat                  | 23068      | Cressatois     | 33,41            | 514 (2022)                        | 15                 |
| Domeyrot                 | 23072      | Domeyratois    | 24,59            | 232 (2022)                        | 9,4                |
| Évaux-les-Bains          | 23076      | Évahoniens     | 45,55            | 1 285 (2022)                      | 28                 |
| Gouzon                   | 23093      | Gouzonnais     | 50,03            | 1 565 (2022)                      | 31                 |
| Jarnages                 | 23100      | Jarnageaux     | 9,17             | 477 (2022)                        | 52                 |
| Ladapeyre                | 23102      | Ladapeyrois    | 30,63            | 356 (2022)                        | 12                 |
| Lavaufranche             | 23104      | Lavaufranchais | 16,34            | 241 (2022)                        | 15                 |
| Lépaud                   | 23106      |                | 24,12            | 371 (2022)                        | 15                 |
| Leyrat                   | 23108      | Leyratois      | 18,32            | 143 (2022)                        | 7,8                |
| Lussat                   | 23114      | Lussatois      | 46,86            | 409 (2022)                        | 8,7                |
| Malleret-Boussac         | 23120      | Mallerétois    | 25,43            | 179 (2022)                        | 7                  |
| Nouhant                  | 23145      | Nouhantais     | 25,75            | 301 (2022)                        | 12                 |
| Nouzerines               | 23146      | Nouzerinois    | 19,09            | 238 (2022)                        | 12                 |
| Parsac                   | 23149      |                | 53,92            | 823 (2022)                        | 15                 |
| Pierrefitte              | 23152      | Pierrefittois  | 6,4              | 68 (2022)                         | 11                 |
| Pionnat                  | 23154      | Pionnatois     | 41,77            | 715 (2022)                        | 17                 |
| Saint-Julien-la-Genête   | 23203      |                | 11,91            | 218 (2022)                        | 18                 |
| Saint-Julien-le-Châtel   | 23204      |                | 15,3             | 150 (2022)                        | 9,8                |
| Saint-Loup               | 23209      |                | 18,82            | 192 (2022)                        | 10                 |
| Saint-Marien             | 23213      |                | 12,78            | 199 (2022)                        | 16                 |
| Saint-Pierre-le-Bost     | 23233      |                | 17,24            | 119 (2022)                        | 6,9                |
| Saint-Silvain-Bas-le-Roc | 23240      | Baslerocois    | 15,32            | 409 (2022)                        | 27                 |
| Saint-Silvain-sous-Toulx | 23243      |                | 14,57            | 147 (2022)                        | 10                 |
| Soumans                  | 23174      | Soumanais      | 36,68            | 591 (2022)                        | 16                 |
| Tardes                   | 23251      | Tardais        | 21,4             | 119 (2022)                        | 5,6                |
| Toulx-Sainte-Croix       | 23254      | Toullois       | 35,05            | 252 (2022)                        | 7,2                |
| Trois-Fonds              | 23255      | Trifontins     | 9,53             | 132 (2022)                        | 14                 |
| Verneiges                | 23259      |                | 7,59             | 124 (2022)                        | 16                 |
| Viersat                  | 23261      | Viersatois     | 29,09            | 281 (2022)                        | 9,7                |
| Vigeville                | 23262      |                | 7,27             | 164 (2022)                        | 23                 |

### Démographie
| 1968   | 1975   | 1982   | 1990   | 1999   | 2010   | 2015   | 2022   |
| ------ | ------ | ------ | ------ | ------ | ------ | ------ | ------ |
| 23 628 | 21 500 | 20 169 | 18 472 | 17 337 | 17 478 | 17 025 | 16 479 |

## Administration

### Siège
Le siège de Creuse Confluence se situe à Boussac-Bourg. Il existe également deux autres pôles à Evaux-les-Bains et Gouzon.

### Les élus
À partir de mars 2020, le conseil communautaire de la communauté de communes se compose de 58 conseillers représentant chacune des communes membres et élus pour une durée de six ans.
Ils sont répartis comme suit :
| Nombre de conseillers | Communes                                                        |
| --------------------- | --------------------------------------------------------------- |
| 5                     | Gouzon                                                          |
| 4                     | Boussac, Évaux-les-Bains                                        |
| 3                     | Parsac                                                          |
| 2                     | Boussac-Bourg, Budelière, Chambon-sur-Voueize, Clugnat, Pionnat |
| 1 (+ 1 suppléant)     | les 32 autres communes                                          |

### Présidence
| Période      | Période                       | Identité         | Étiquette | Qualité                                                  |
| ------------ | ----------------------------- | ---------------- | --------- | -------------------------------------------------------- |
| janvier 2017 | juillet 2017                  | Gilles Henry     | DVG       | Agriculteur, maire de Saint-Pierre-le-Bost (2001 → 2020) |
| juillet 2017 | En cours (au 15 juillet 2020) | Nicolas Simonnet | LR        | Maire de Nouhant (2008 → )                               |

### Régime fiscal et budget
Le régime fiscal de la communauté de communes est la fiscalité professionnelle unique (FPU).